# Districtul Wetteraukreis
Districtul Weterau (Wetteraukreis) este un district rural (în germană: Landkreis) din landul Hessa, Germania. Numele lui provine de la zona geografică Wetterau. Districtul a fost fondat pe 1 august 1972 prin reforma districtelor din Hessa sub numele oficial "Wetteraukreis". Capitala districtului este orașul Friedberg.
Face parte din regiunea administrativă de tip Regierungsbezirk Darmstadt.

## Orașe și comune
| Orașe 1. Bad Nauheim (30.879 loc.) 2. Bad Vilbel (32.020 loc.) 3. Büdingen (20.995 loc.) 4. Butzbach (24.384 loc.) 5. Florstadt (8.690 loc.) 6. Friedberg (Hessen) (27.758 loc.; capitala districtului) 7. Gedern (7.550 loc.) 8. Karben (21.716 loc.) 9. Münzenberg (5.490 loc.) 10. Nidda (16.786 loc.) 11. Niddatal (9.295 loc.) 12. Ortenberg (8.915 loc.) 13. Reichelsheim (Wetterau) (6.823 loc.) 14. Rosbach vor der Höhe (12.141 loc.) | Comune 1. Altenstadt (11.767 loc.) 2. Echzell (5.574 loc.) 3. Glauburg (2.985 loc.) 4. Hirzenhain (2.877 loc.) 5. Kefenrod (2.744 loc.) 6. Limeshain (5.265 loc.) 7. Ober-Mörlen (5.730 loc.) 8. Ranstadt (4.901 loc.) 9. Rockenberg (4.272 loc.) 10. Wölfersheim (9.766 loc.) 11. Wöllstadt (6.085 loc.) |